# Euritania
L'unità periferica dell'Euritania (in greco Περιφερειακή ενότητα Ευρυτανίας? trasl. Evritania) è una delle cinque unità periferiche in cui è divisa la periferia della Grecia Centrale. Il capoluogo è la città di Karpenisi.
Confina ad ovest e sud con la prefettura dell'Etolia-Acarnania, a nord con quella di Karditsa e ad est con la prefettura della Ftiotide.

## Prefettura
L'Euritania era una prefettura della Grecia, abolita a partire dal 1º gennaio 2011 a seguito dell'entrata in vigore della riforma amministrativa detta Programma Callicrate
La riforma amministrativa ha anche modificato la struttura dei comuni che ora si presenta come nella seguente tabella:
| Nuovo comune | Vecchio comune | Sede        |
| ------------ | -------------- | ----------- |
| Agrafa       | Agrafa         | Kerasochori |
| Agrafa       | Aperantia      | Kerasochori |
| Agrafa       | Aspropotamos   | Kerasochori |
| Agrafa       | Viniani        | Kerasochori |
| Agrafa       | Fragkista      | Kerasochori |
| Karpenisi    | Karpenisi      | Karpenisi   |
| Karpenisi    | Domnista       | Karpenisi   |
| Karpenisi    | Fourna         | Karpenisi   |
| Karpenisi    | Ktimenia       | Karpenisi   |
| Karpenisi    | Potamia        | Karpenisi   |
| Karpenisi    | Proussos       | Karpenisi   |

## Precedente suddivisione amministrativa
Dal 1997, con l'attuazione della riforma Kapodistrias, la prefettura dell'Euritania era suddivisa in undici comuni.
| comune       | codice YPES | capoluogo (se diverso) | codice postale |
| ------------ | ----------- | ---------------------- | -------------- |
| Agrafa       | 1501        |                        | 360 73         |
| Aperantia    | 1502        | Granitsa               | 360 72         |
| Aspropotamos | 1503        | Raptopoulo             | 360 70         |
| Domnista     | 1505        | Krikello               | 360 76         |
| Fourna       | 1510        |                        | 360 80         |
| Fragkista    | 1511        |                        | 360 71         |
| Karpenisi    | 1506        |                        | 361 00         |
| Ktimenia     | 1507        | Agia Triada            | 360 80         |
| Potamia      | 1508        | Megalo Chorio          | 360 75         |
| Proussos     | 1509        |                        | 360 74         |
| Viniani      | 1504        | Kerasochori            | 360 71         |